# 愛仁 (光緒進士)
愛仁（19世紀—？），漢姓向，字澤民，蒙古正黃旗人。清朝官員。
愛仁為光緒乙酉舉人，丙戌貢士，光緒十五年（1889年）己丑科補殿試，成二甲進士。同年五月，改翰林院庶吉士，散館改工部主事，改選河南羅山縣知縣，調補夏邑、內黃，歷署河內、修武、確山、柘城、虞城等縣知縣，加花翎知府銜，候補直隸州。